# ペガススの大四辺形

ペガスス座の大四辺形は、中央やや左に描かれている。なお、アンドロメダ座α星は、Sirrah として載っている。

ペガススの大四辺形（ペガススのだいしへんけい、英語: Great Square of Pegasus）とは、
- ペガスス座のα星(マルカブ)
- ペガスス座のβ星(シェアト)
- ペガスス座のγ星(アルゲニブ)
- アンドロメダ座のα星(アルフェラッツ)

以上4つの星を結んでできる四辺形である。これら4つの恒星は比較的明るく見えるため、比較的容易に見付けられる。その一方で、この四辺形の内側には明るい星が無いため、空が充分に暗い場所以外では、内側の星を視認し難い。

## 名称について
これはペガススの大四辺形と呼ばれるだけでなく、ペガススの四辺形、秋の大四辺形、秋の四角形、秋の四辺形など、幾つかの異名が存在する。

## 歴史

### 古代の天文観測
この四辺形をギリシア神話では「神が地上を覗く窓」に、四辺形の中に存在する星は「神の目」に喩えた。また、古代中国の天文学では西側の辺が「室宿」、東側の辺が「壁宿」と呼び、一帯を大きな宮殿に見立てていた。日本では「枡形星」や「四隅星」などと呼んでいた。

### アンドロメダ座α星の位置付け
「ペガススの大四辺形」や「ペガススの四辺形」と呼ばれるのに、アンドロメダ座のα星を含んでいる理由は、かつては、この星がペガスス座δ星でもあったためである。すなわち、この星はアンドロメダ座とペガスス座に、二重所属していた状態であった。しかし、1928年の国際天文学連合の総会で、この星はアンドロメダ座のみに所属すると決まり、ペガスス座からは外された。それでも「ペガススの大四辺形」や「ペガススの四辺形」という言い方は、残った形である。

## 周辺
ペガスス座α星とβ星を結ぶ線を北に延長するとポラリスに到達し、南に延長するとフォーマルハウトに到達する。また、アンドロメダ座α星とペガスス座γ星を結ぶ線を北に延長するとカシオペヤ座β星を経てポラリスに到達し、南に延長するとくじら座β星に到達する。

## 応用
四辺形の北の辺を成すペガスス座β星とアンドロメダ座α星を結ぶ線から北東方向に伸ばしたカーブを、秋の大曲線と呼ぶ場合が有る。五島プラネタリウム元解説員の金井三男は、秋の大曲線はプラネタリウム解説員の山田卓が考案したと述べた。また、四辺形と秋の大曲線、そしてペルセウス座γ星を併せておばけ柄杓と呼ぶ場合が有る。